# Jacquemontia corymbulosa
Jacquemontia corymbulosa är en vindeväxtart som beskrevs av George Bentham. Jacquemontia corymbulosa ingår i släktet Jacquemontia och familjen vindeväxter. Inga underarter finns listade i Catalogue of Life.